# 1866
1866. је била проста година.

## Догађаји

### Јун
- 7. јун — Други поход на Чошу

### Јул
- 3. јул — Пруска војска под командом Хелмута фон Молтека је у бици код Садове поразила аустријску војску под командом Лудвига фон Бенедека.
- 20. јул — Аустријска флота под командом Вилхелма фон Тегетофа је потпуно разорила италијанску флоту код острва Вис.
- 24. јул — Тенеси је постао прва америчка држава која је поново примљена у Унију након Америчког грађанског рата.

### Септембар
- 23. септембар — Српски кнез Михаило Обреновић и црногорски кнез Никола I Петровић закључили су уговор о заједничкој борби за ослобођење од Турака и уједињење српских земаља.

### Датум непознат
- Википедија:Непознат датум — Динамо машина, Вернер фон Сименс[1]

## Рођења

### Април
- 15. април — Марије Хеег, норвешки фотограф. (†1949)

### Јун
- 26. јун — Џорџ Херберт, 5. гроф од Карнарвона, енглески египтолог и археолог (†1923)

### Септембар
- 21. септембар — Херберт Џорџ Велс, енглески књижевник. (†1946)
- 25. септембар — Томас Хант Морган, амерички биолог и генетичар. (†1945).

### Новембар
- 12. новембар — Суен Јатсен, кинески револуционар

### Децембар
- 12. децембар — Алфред Вернер, немачки хемичар

## Смрти

### Јул
- 20. јул — Бернхард Риман, немачки математичар

### Децембар
- 1. децембар — Џорџ Еверест, велшки географ